# Gamepad - La Consolle Virtuale
Gamepad - La Consolle Virtuale è stato un programma musicale in onda su m2o Radio.

## Storia
Gamepad, programma nato nel 2006, è un dj set di musica e notizie di videogiochi in onda sull'emittente radiofonica nazionale di GEDI Gruppo Editoriale m2o Radio, è stato ideato, mixato e condotto fino al 2010 dall'ex gruppo musicale composto dai dj,  produttori musicali e conduttori radiofonici Tarquini e Prevale; andava in onda la domenica dalle ore 14.00 alle ore 16.00. La voce ufficiale era Nanni Venditti.
Dal 2010 il dj set è stato mixato e condotto da Francesco Tarquini e la voce ufficiale è stata Mila, quest'ultima in sostituzione a Nanni Venditti; la trasmissione andava in onda la domenica dalle ore 13.00 alle ore 14.00.
Dal 2014 il dj set è mixato e condotto dal disc jockey Fabio Amoroso e la voce ufficiale è Mila Martiniuc, il giorno e l'orario sono rimasti invariati: va in onda la domenica dalle ore 13.00 alle ore 14.00.
Da settembre 2018 è mixato sempre da Fabio Amoroso e condotto da Mila, ma va in onda il sabato dalle ore 7:00 alle ore 8:00.
Gamepad - La Consolle Virtuale, visto il successo videoludico, è il programma che ha sostituito Kick off - m2o nel Pallone, è stato l'ultimo format ideato e condotto dall'ex gruppo musicale Tarquini & Prevale, inoltre fino al 2010, l'ultimo dj set di m2o a trasmettere musica italodance.
Durante il periodo della messa in onda della trasmissione radiofonica vennero pubblicate e distribuite in edicola e nei negozi di dischi di tutta Italia due raccolte mixate da Tarquini e Prevale: nel 2007 la Gamepad Compilation Vol. 1.0 e nel 2009 la Gamepad Compilation Vol. 2.0.
Il 16 marzo 2019 la trasmissione giunge alla conclusione con il rilancio di m2o.